# Az év magyar gyeplabdázója
Az év magyar gyeplabdázója címet 1971 óta ítéli oda a Magyar Gyeplabda Szakszövetség. A nőket 1986 óta díjazzák.

## Díjazottak
| Év   | Férfiak           | Nők                             |
| ---- | ----------------- | ------------------------------- |
| 1971 | Hamikus Ferenc    | –                               |
| 1972 | Hermann János     | –                               |
| 1973 | Szöllősi Ferenc   | –                               |
| 1974 | Nagy József       | –                               |
| 1975 | Konorót Gábor     | –                               |
| 1976 | Konorót Ferenc    | –                               |
| 1977 | Harsány György    | –                               |
| 1978 | Prutek Tibor      | –                               |
| 1979 | Kiss István       | –                               |
| 1980 | Raubinek Gábor    | –                               |
| 1981 | Prutek Tibor      | –                               |
| 1982 | Prutek Tibor      | –                               |
| 1983 | Puskás György     | –                               |
| 1984 | Hercze Andor      | –                               |
| 1985 | Balázs Lajos      | –                               |
| 1986 | Kokavecz Pál      | Szabó Ildikó                    |
| 1987 | Puskás György     | Farkas Krisztina                |
| 1988 | Tóth Gábor        | Kiss Éva                        |
| 1989 | Langer Tibor      | Guti Réka                       |
| 1990 | Balla Tibor       | Kőműves Katalin                 |
| 1991 | Losonci Zoltán    | Guti Réka                       |
| 1992 | Langer Tibor      | Kiss Éva                        |
| 1993 | Jánváry Zoltán    | Bősze Orsolya                   |
| 1994 | Kosárszky Norbert | Fazekas Éva                     |
| 1995 | Herberth Pál      | Konkoly Luca                    |
| 1996 | Losonci Zoltán    | Bősze Orsolya                   |
| 1997 | Ficzere Zsombor   | Rózsavölgyi Magdolna            |
| 1998 | Löschnig Tamás    | Juhász Szilvia                  |
| 1999 | Losonci Zoltán    | Ilkei Nóra                      |
| 2000 | Molnár Tibor      | Somogyi Krisztina, Kellner Anna |
| 2001 | Mujahid Tamás     | Kellner Anna                    |
| 2002 | Mujahid Tamás     | Ilkei Nóra                      |
| 2003 |                   |                                 |
| 2004 |                   |                                 |
| 2005 | Bordás Zsolt      |                                 |
| 2006 | Farkas Imre       | Bali Gabriella                  |
| 2007 |                   |                                 |
| 2008 |                   |                                 |
| 2009 |                   |                                 |
| 2010 | Ficzere Zsombor   | Suszter Zsófia                  |